# Dolar surinamski
Dolar surinamski – jednostka monetarna Surinamu (jeden dolar = 100 centów) wprowadzona do obiegu 1 stycznia 2004 roku. Emitent: Bank Centralny Surinamu (Centrale Bank van Suriname).
Dolary surinamskie zastąpiły będące w obiegu do 30 czerwca 2004 guldeny surinamskie. Przez pół roku w obiegu były obydwie waluty, ponieważ przeprowadzano denominację. 1 nowy dolar surinamski = 1000 guldenów surinamskich. Na denominację zdecydowano się z powodu wysokiej inflacji.

## Banknoty

### Banknoty obiegowe
W obiegu znajdują się banknoty o nominałach 5, 10, 20, 50, 100 dolarów i rzadko spotykane 1 i 2½.
| Wygląd | Nominał     | Wymiary (mm) | Opis awers                | Opis rewers                 | Data            | Data |
| Wygląd | Nominał     | Wymiary (mm) | Opis awers                | Opis rewers                 | Wprowadzenia    | Druku |
| ------ | ----------- | ------------ | ------------------------- | --------------------------- | --------------- | --- |
|        | 1 dolar     | 105 × 53 mm  | Budynek Banku Centralnego | Wartość nominalna           | 1 stycznia 2004 | 1 stycznia 2004                                                                                               |
|        | 2½ dolara   | 105 × 53 mm  | Budynek Banku Centralnego | Wartość nominalna           | 1 stycznia 2004 | 1 stycznia 2004                                                                                               |
|        | 5 dolarów   | 140 × 70 mm  | Budynek Banku Centralnego | Gran - Rio Suia             | 1 stycznia 2004 | 1 stycznia 2004 11 listopada 2004 1 kwietnia 2006 1 maja 2009 1 września 2010 1 kwietnia 2012                 |
|        | 10 dolarów  | 140 × 70 mm  | Budynek Banku Centralnego | Rzeka Surinam               | 1 stycznia 2004 | 1 stycznia 2004 11 listopada 2004 1 kwietnia 2006 1 maja 2009 1 września 2010 1 kwietnia 2012                 |
|        | 20 dolarów  | 140 × 70 mm  | Budynek Banku Centralnego | Góra Volzberg               | 1 stycznia 2004 | 1 stycznia 2004 11 listopada 2004 1 kwietnia 2006 1 maja 2009 1 września 2010 1 kwietnia 2012                 |
|        | 50 dolarów  | 140 × 70 mm  | Budynek Banku Centralnego | Formacja skalna Kasi Kasima | 1 stycznia 2004 | 1 stycznia 2004 11 listopada 2004 1 kwietnia 2006 1 maja 2009 1 września 2010 1 kwietnia 2012 1 września 2016 |
|        | 100 dolarów | 140 × 70 mm  | Budynek Banku Centralnego | Rzeka Marowine              | 1 stycznia 2004 | 1 stycznia 2004 1 kwietnia 2006 1 września 2010 1 kwietnia 2012 1 września 2016                               |

### Banknoty kolekcjonerskie
1 kwietnia 2012 roku wyemitowano banknot o nominale 50 dolarów z okazji 55 rocznicy powstania Centralnego Banku Surinamu. Banknoty zostały wydrukowane w niemieckiej drukarni Giesecke & Devrient, w nakładzie 50000 sztuk.
| Awers | Rewers | Nominał    | Wymiary (mm) | Opis rewers               | Opis awers | Data wproawdzenia | Banknot                                          |
| ----- | ------ | ---------- | ------------ | ------------------------- | --- | ----------------- | ------------------------------------------------ |
|       |        | 50 dolarów | 140 × 70 mm  | Budynek Banku Centralnego | Posiedzenie rady ministrów i prezesów banków na temat ustalenia głównych misji banku centralnego. Lista prezesów Banku | 1 kwietnia 2012   | 55 rocznica powstania Centralnego Banku Surinamu |

## Monety

### Monety obiegowe
W obiegu znajdują się monety o nominałach 1, 5, 10, 25, 100 i 250 centów, i są one wybijane w Holenderskiej Mennicy Królewskiej.
| Rewers | Awers | Nominał    | Metal                    | Średnica (mm) | Grubość (mm) | Waga (g) | Rant      | Opis Rewers       | Opis Awers    |
| ------ | ----- | ---------- | ------------------------ | ------------- | ------------ | -------- | --------- | ----------------- | ------------- |
|        |       | 1 cent     | Stal platerowana miedzią | 18            | 1,35         | 2,5      | Gładki    | Wartość nominalna | Herb Surinamu |
|        |       | 5 centów   | Stal platerowana miedzią | 18            | 1,51         | 4        | Gładki    | Wartość nominalna | Herb Surinamu |
|        |       | 10 centów  | Stal pokryta niklem      | 16            | 1,33         | 2        | Ząbkowany | Wartość nominalna | Herb Surinamu |
|        |       | 25 centów  | Stal pokryta niklem      | 20            | 1,57         | 3,5      | Ząbkowany | Wartość nominalna | Herb Surinamu |
|        |       | 100 centów | Miedzionikiel            | 23            | 1,15         | 5,6      | Ząbkowany | Wartość nominalna | Herb Surinamu |
|        |       | 250 centów | Miedzionikiel            | 28            | 1,98         | 9,57     | Gładki    | Wartość nominalna | Herb Surinamu |

### Monety kolekcjonerskie
Jest kilkanaście serii złotych i srebrnych monet kolekcjonerskich, wybijanych przez Holenderskiej Mennicy Królewskiej.